# Tiên nữ thiên nga

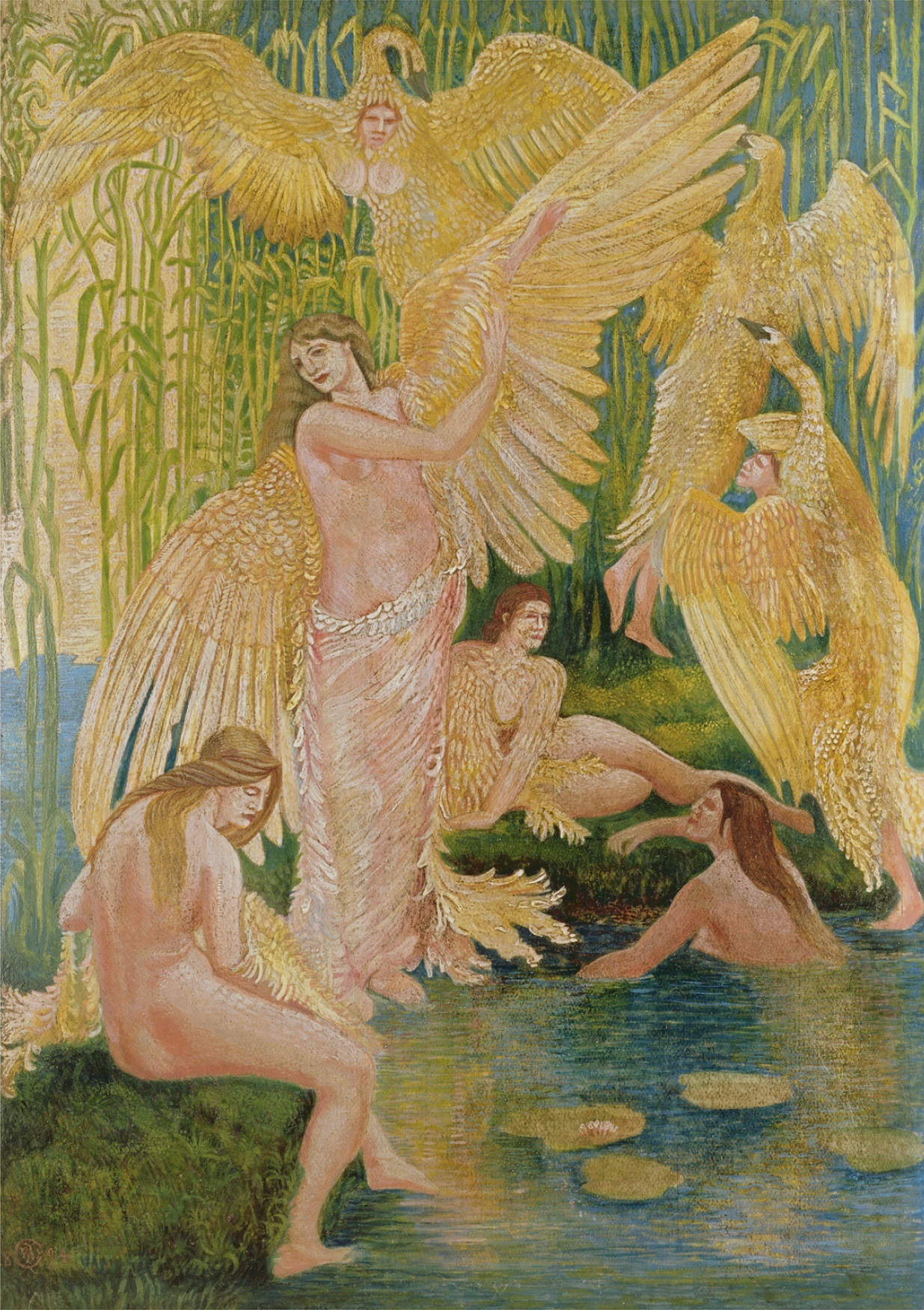
Họa phẩm về tiên nữ thiên nga

Tiên nữ thiên nga hay trinh nữ thiên nga (Swan maiden) là một sinh vật thần thoại có năng lực biến hình từ hình dạng con người sang lốt của một con thiên nga (hoặc các loài chim khác hay các loài vật khác trong các dị bản hoặc các nền văn hóa khác), sự thú hóa này thường do bảo bối phép thần thông là bộ lông của con thiên nga, hoặc quần áo có đính lông thiên nga. Các câu chuyện dân gian thường tuân theo cốt truyện cơ bản là một người đàn ông trẻ chưa lập gia đình tình cờ chứng kiến một thiếu nữ thiên nga đang tắm và đánh cắp chiếc áo choàng thần thông (hoặc ma thuật) làm bằng lông thiên nga  để cô ấy không bay đi được và sau đó sẽ kết hôn với cô ấy.

## Cốt truyện
Trong những câu chuyện dân gian thuộc loại này, mô típ thường thấy là một nhân vật là nam nhân thường được kể là theo dõi cô gái trẻ đẹp này thường là do tình cờ bắt gặp hoặc có chủ ý, địa điểm theo dõi cũng thường là ở một vùng nước nào đó (thường là khi cô gái đó trút bộ lông tiên để tắm tiên), sau đó, chàng trai này sẽ trộm, giật chiếc áo lông vũ (hoặc một số loại quần áo khác), khiến cô ấy không thể bay đi hoặc không thể có phép thần thông như trước nữa sau đó ép buộc hoặc ngỏ lời với cô ấy trở để thành vợ của chính anh ta. Trong nhiều câu chuyện có thể là một bầy tiên nữ, sau đó bay đi hết, để lại một cô út bị bỏ lại, đó cũng là nhân vật chính của câu chuyện. Thường thì cô ấy cưu mang những đứa con của anh ta, hoặc sinh cho anh ta những đứa con.
Khi những đứa trẻ lớn hơn, chúng luôn hỏi tại sao người mẹ luôn buồn khóc và sẽ cố kiếm ra chiếc áo choàng cho mẹ mình, hoặc chúng sẽ tiết lộ bí mật của cha chúng hằng dấu diếm. Tiên nữ thiên nga biết được ngay lập tức lấy áo choàng của mình và biến mất, bay về nơi cô đến. Mặc dù những đứa trẻ có thể làm cô ấy đau buồn nhưng cô ta sẽ không đưa chúng đi cùng. Nếu người chồng tìm cô ấy  thì đó là một hành trình tìm kiếm gian khổ và trong vô vọng. Trong nhiều phiên bản, mặc dù người đàn ông chưa lập gia đình (hoặc hiếm khi là góa vợ), anh ta được giúp đỡ từ mẹ của mình, người sẽ đóng vai trò giấu giếm bộ quần áo ma thuật (hoặc áo choàng lông vũ) của thiếu nữ. Vào một thời điểm nào đó sau đó của câu chuyện, người mẹ bị thuyết phục hoặc buộc phải trả lại bộ quần áo đã giấu và ngay sau khi tiên nữ thiên nga mặc nó, cô ấy tung bay, lướt về phía bầu trời.

## Các dị bản
Có những điểm tương đồng trên khắp thế giới, đặc biệt là trong những truyền thuyết, thần thoại Bắc Âu, ở nước Nga, Völundarkviða, trong Truyện cổ Grimms và nhiều biến thể trong khắp nhiều nền văn hóa khác nhau trên thế giới. Cũng có nhiều sự tương đồng liên quan đến các sinh vật khác ngoài thiên nga. Trong văn hóa Nga cũng có câu chuyện Chuyện vua Saltan. Truyền thống dân gian Đông Á cũng chứng thực sự xuất hiện của những câu chuyện tương tự về các tiên nữ, chẳng hạn như câu chuyện dân gian Hàn Quốc về "Tiên nữ và chàng tiều phu" cũng kể về chàng tiều phu may mắn chứng kiến một tiên nữ đang tắm, anh ta lấy trộm bộ áo của tiên nữ khiến cô không bay về trời được mà phải ở lại làm vợ của anh này.
Nhật Bản có câu chuyện Tsuru no Ongaeshi (鶴の恩返し?)-Tiên hạc đền ơn, có chi tiết khi vợ chồng bác nông dân lén vào phòng của cô gái thì thấy một con chim hạc đang dệt vải bên khung cửi, cô gái xinh đẹp chính là chim hạc hóa thân, khi bị nhìn thấy hình dáng thật, chim hạc không thể trở lại hình người và từ biệt ông bà lão để quay về trời xanh. Và một dị bản câu chuyện mang tên Tsuru Nyōbō (鶴女房 "Người vợ hạc") thì một chàng trai kết hôn với một cô gái hạc cải trang, để kiếm tiền, người vợ đành rứt lông mình để dệt thổ cẩm khiến hình dáng cô gái càng ngày càng xấu đi. Khi chàng trai biết được thân phận và bệnh tình cô gái đã rời xa anh. Ngoài ra còn nhiều truyện Nhật khác nói về người đàn ông kết hôn với kitsune, hồn cáo cải trang thành người, mặc dù việc tiết lộ thân phận thật sự cô gái là chuyện bí mật kể cả với chồng nhưng cô gái vẫn ở cho đến khi bị phát hiện ra bí mật.
Ở Trung Quốc gọi Cửu Phụng thần đều là "Nhũ mẫu điểu" hay "Nữ điểu", vào thời điểm hình ảnh chim 9 đầu lan truyền khắp Trung Quốc như một loài quái yêu là câu chuyện kể về nàng "tiên nữ khoác áo lông vũ" hóa thân từ một con Quỷ điểu, được ghi chép trong quyển "Sưu Thần Ký", "Huyền Trung Ký", "Thủy Kinh Chú". Quỷ điểu ban ngày bay lượn, đêm đến tìm nơi ẩn nấp, giấu đi những huyền ảo quỷ thần và lớp lông chim kia, cởi bỏ y phục trở thành một cô gái xinh đẹp. Một người đàn ông đã nhìn thấy nhiều cô gái, không biết họ là chim, không nghĩ những áo lông kia chính là lông chim nên đã mang giấu đi một cái áo. Khi những con chim khác mặc áo lông và bay đi, thì có duy nhất một con chim ở lại. Người đàn ông đã lấy cô gái này làm vợ, sinh ra ba người con. Đến một ngày, cô gái biết được áo lông của mình bị giấu ở đâu, cô đã lấy và bay đi. Có rất nhiều biến thể của câu chuyện này, người ta cũng cho rằng nó đã lan sang Nhật Bản và nhiều nơi khác, trở thành truyền thuyết phổ biến.